# Sierra de Agua, Acultzingo
Sierra de Agua är en ort i Mexiko.   Den ligger i kommunen Acultzingo och delstaten Veracruz, i den sydöstra delen av landet, 210 km öster om huvudstaden Mexico City. Sierra de Agua ligger 1 399 meter över havet och antalet invånare är 1 143.
Terrängen runt Sierra de Agua är bergig söderut, men norrut är den kuperad. Sierra de Agua ligger nere i en dal. Runt Sierra de Agua är det ganska tätbefolkat, med 134 invånare per kvadratkilometer. Närmaste större samhälle är Orizaba, 18,7 km nordost om Sierra de Agua. I omgivningarna runt Sierra de Agua växer huvudsakligen savannskog.